# Alopoglossus atriventris
Alopoglossus atriventris là một loài thằn lằn trong họ Gymnophthalmidae. Loài này được Duellman mô tả khoa học đầu tiên năm 1973.